# Marco Salvador
Marco Salvador (San Lorenzo, 10 novembre 1948 – San Lorenzo, 16 febbraio 2022) è stato uno scrittore italiano.
Ricercatore storico con un interesse particolare per il medioevo, fu autore di numerosi saggi sulle comunità rurali.

## Biografia
Esordì nel genere del romanzo con un trittico dedicato ai Longobardi. A questo ne è seguito un altro che, prendendo spunto dalla vita di Ezzelino da Romano, ha accompagnato il lettore dal Medioevo al Rinascimento. Nel contempo Salvador pubblicò tre romanzi incentrati su tematiche quali la vecchiaia, l'eutanasia e la sessualità.

## Ricezione
La narrativa di Salvador, sia essa di ambientazione storica sia d'impegno civile, ha una costante: la critica, alle volte feroce, al potere quando questo è sopraffazione o finalizzato unicamente a soddisfare personali ambizioni e interessi; il tutto con una scrittura agile eppure intrigante, sia nella prosa sia nelle trame, in grado di non annoiare il lettore neppure trattando tematiche complesse. Le sue opere hanno ottenuto ottime critiche, traduzioni in varie lingue e numerosi riconoscimenti. A prova dell'accuratezza delle ambientazioni e ricostruzioni storiche, gli è stato assegnato il più prestigioso premio per la divulgazione storica: il Premio Riccardo Francovich, nel 20131.

## Opere
- Il Longobardo (Piemme, 2004), con cui ha vinto il "Premio Città di Cuneo per il primo romanzo", è un romanzo storico ambientato nel VII secolo che ha come protagonista il re Rotari prima della sua salita al trono. ISBN	88-384-8192-X
- La casa del quarto comandamento (Fernandel 2004) narra la storia, i sentimenti e i pensieri di Martino, un settantenne relegato dal figlio in una casa di riposo. Il romanzo ha avuto due diverse trasposizioni teatrali e i diritti sono stati acquistati per una fiction RAI. ISBN	88-87433-49-6
- La vendetta del Longobardo (Piemme 2005) è un secondo romanzo storico ambientato nell'VIII secolo, che narra le vicende di Evaldo, un franco che dopo la deposizione dell'ultimo re merovingio Childerico III ad opera di Pipino il Breve, si rifugerà alla corte longobarda del re Desiderio.
- L'ultimo longobardo (Piemme 2006) è l'ultimo romanzo storico del trittico longobardo, ambientato nel periodo detto "pornocratico", quando crolla l'ultimo dominio longobardo a Benevento e Marozia regna su Roma e dà origine alla leggenda della papessa Giovanna.
- Il maestro di giustizia (Fernandel 2007) narra una storia d'amore costretta a confrontarsi con la "dignità" del dolore e l'eutanasia. ISBN	978-88-87433-87-6
- La palude degli eroi (Piemme 2009) è un romanzo storico ambientato nel XIII secolo e riguarda le vicende della fase finale del dominio di Ezzelino da Romano e segue le peripezie di un suo seguace scampato alla disfatta della famiglia Da Romano.
- L'educazione friulana (Edizioni Biblioteca dell'Immagine 2010) è stato definito un "amarcord friulano, colmo di ironia e di amore".
- L'erede degli dei (Piemme 2010), romanzo storico ambientato nel XIV secolo, racconta le vicende di Corrado Da Romano, erede di Ezzelino da Romano e consigliere di Cangrande I della Scala.
- Il sentiero dell'onore (Piemme 2012), ultimo capitolo del trittico su Ezzelino da Romano e i suoi discendenti, è ambientato nel Patriarcato di Aquileia nel corso di un secolo e mezzo sino agli inizi del XVI secolo.
- Il trono d'oro (Piemme 2013) è un affresco sulla grandezza e sullo splendore dell'Italia meridionale al tempo del principato longobardo di Salerno-Benevento.
- Processo a Rolandina (Fernandel 2017) è la storia vera di una intersessuale condannata al rogo nella Venezia del XIV secolo. Ne è stata fatta una trasposizione teatrale nel 2021.
- Lapis Lydius (a cura del Museo Archeologico Nazionale di Napoli. Volturnia, 2018) narra gli intrighi tra monaci franchi e longobardi nell'abbazia di San Vincenzo al Volturno.
- Una saga Veneziana (Edizioni Biblioteca dell'Immagine, 2019), è la storia di una famiglia emigrata a Venezia da Firenze al principio del '300, una saga nella quale le vicende personali e familiari si mescolano a quelle della Serenissima e fanno rivivere al lettore la quotidianità di nobili, mercanti, armatori e popolani durante il periodo di massima potenza della città.
- Castelli Friulani (Edizioni Biblioteca dell'Immagine, 2020) è un'opera in due volumi sui castelli del Friuli e il loro territorio, in collaborazione con Matteo Salvador e illustrata da Pierfranco Fabris.